# Pallotta (corso d'acqua)
Il Pallotta è un piccolo rio del basso Appennino bolognese, l'ultimo tributario appenninico da destra del torrente Idice.
La sua sorgente, ubicata a 350 m di altitudine, si trova nel comune di San Lazzaro di Savena, e così pure il suo corso. Nato come rio Olmatello, si dirige verso nord per poi deviare bruscamente verso ovest (da quel momento assume la denominazione corrente) e confluire nell'Idice presso Pizzocalvo, poco prima che quest'ultimo riceva da sinistra il torrente Zena.